# Bangkok
Bangkok és la capital i la ciutat més poblada de Tailàndia. Coneguda en tailandès com a Krung Thep Mahanakhon (en tailandès: กรุงเทพมหานคร, o กรุงเทพฯ Krung Thep  (escoltar) (?·pàg.)), va ser un petit punt comercial a la desembocadura del riu Chao Phraya durant el Regne d'Ayutthaya. Va arribar al primer pla de Siam quan va rebre l'estatus de ciutat capital l'any 1768, després de cremar-se Ayutthaya. Això no obstant, l'actual regne de Rattanakosin no va començar fins al 1782, quan Rama I va traslladar la capital a través del riu després de la mort del rei Taksin. La capital de Rattanakosin s'anomena ara formalment "Phra Nakhon" (en tailandès: พระนคร), i pertany als antics límits del nucli de la metròpoli. Des del segle xviii, el nom de Bangkok incorpora l'acumulació urbana amb la seva pròpia administració pública i el seu propi governador. Durant els últims dos cents anys, Bangkok ha crescut fins a arribar a ser el centre polític, social i econòmic, no només de Tailàndia, sinó de tot Indoxina i el sud-est asiàtic. La seva influència en l'art, la política, la moda, l'educació i l'entreteniment, i també en el món dels negocis, ha proporcionat a Bangkok un estatus de ciutat global.
La ciutat té una població de 9.100.000 habitants, i si es té en compte tota l'àrea del gran Bangkok, arriba als 13.000.000 habitants (2013). Això, a la vegada, ha modificat el país, ja que ha passat de ser una població tailandesa bastant homogènia a una mescla amb grups procedents de l'Índia i la Xina, convertint-la en una ciutat cada vegada més cosmopolita.

## Toponímia
El nom cerimonial complet de Krung Thep és กรุงเทพมหานครอมรรัตนโกสินทร์มหินทร - ายุธยามหาดิลกภพนพรัตนราชธานีบูรีรมย์ อุดมราชนิเวศน์มหาสถานอมรพิมานอวตารสถิตสักกะทัตติยวิษณุกรรมประสิทธิ์|Krungthepmahanakhon Amonrattanakosin Mahintharayutthaya Mahadilokphop Noppharatratchathaniburirom Udomratchaniwetmahasathan Amonphimanawatansathit Sakkathattiyawitsanukamprasit, que significa 'Ciutat d'àngels, la gran ciutat, la ciutat de joia eterna, la ciutat impenetrable del déu Indra, la magnífica capital del món dotada amb nou gemmes precioses, la ciutat feliç, que abunda en un colossal Palau Reial que s'assembla al domicili diví on regnen els déus reencarnats, una ciutat donada per Indra i construïda per Vishnukam. Per facilitar les converses, els habitants del lloc es refereixen a ella com Krung Thep Maha Nakhon. El Llibre Guinness dels Rècords no la reconeix com la ciutat amb el nom més llarg del món perquè és un topònim en desús.
El rècord l'ostenta Taumatawhakatangihangakoauotamateturipukakapikimaungahoro-Nukupokaiwhenua kitanatahu, turó de Nova Zelanda, amb 92 lletres.

### Ús del nom de la ciutat
Moltes ciutats de Tailàndia tenen un nom popular, àmpliament utilitzat per la gent local per anomenar llur ciutat, a més d'un nom oficial sovint molt llarg, amb un ús més formal i restringit. Bangkok és potser el cas més extrem d'aquest fenomen.
Hi ha diverses abreviacions d'aquest nom segons els contexts. Les matrícules dels vehicles duen una versió abreviada del nom de la ciutat: "Krungthepmahanakhon" (กรุงเทพมหานคร). Aquests nom és també el més corrent en els mitjans de comunicació i en textos de qualsevol mena en l'idioma thai.
Els habitants del lloc es refereixen a Bangkok com a "Krungthep" (กรุงเทพ) en conversacions informals en thai. Normalment la denominació "Bangkok" es reserva per als contexts d'idiomes estrangers, car els tailandesos s'adonen que aquesta manera d'anomenar llur ciutat està molt més estesa arreu del món.
La paraula "Bangkok" (บางกอก) es refereix a un petit poble que existia a la vora del riu Chao Praya al temps de la fundació de la capital.

## Geografia física
Està ubicada a la vora del delta del riu Chao Phraya que travessa la part oest de la ciutat. Al límit sud de la ciutat hi ha el golf de Siam amb el port comercial de Bangkok.
La zona d'Administrativa Especial de Bangkok és de 1568,7 km², per la qual cosa és la 68a província de Tailàndia. Gran part de la zona és considerada la ciutat de Bangkok, per tant, la converteix en una de les ciutats més grans del món. El riu Chao Phraya, que s'estén 372 km, és la característica geogràfica principal de la ciutat de Bangkok. La conca del riu Chao Phraya, a prop de Bangkok i les províncies properes inclouen una sèrie de planes i deltes dels rius que desemboquen a la badia de Bangkok a uns 30 km al sud del centre de la ciutat. Això va donar lloc a la denominació de Bangkok com a la "Venècia d'Orient", pel gran nombre de canals i vies que divideixen l'àrea en parcel·les separades de la terra. La ciutat, durant un temps va utilitzar aquests canals, que abundaven a Bangkok, com a divisions dels districtes de la ciutat. No obstant això, com que la ciutat va créixer a la segona meitat del segle xx, el pla va ser abandonat i un sistema de divisió diferent va ser adoptat.
Bangkok es troba a uns dos metres (6,5 peus) sobre el nivell del mar, fet que causa diversos problemes per a la protecció de la ciutat contra les inundacions durant la temporada dels monsons. Tot sovint, després d'un xàfec, l'aigua en els canals i el riu es desborda del llit, i causa inundacions. L'Administració Metropolitana de Bangkok (BMA) ha instal·lat recentment més bancs al costat d'alguns canals per impedir que el nivell de l'aigua arribi al nivell del carrer. No obstant això, hi ha alguns desavantatges per a les rutes del canal més ampli de Bangkok, i a la ciutat es rumoreja que s'enfonsa una mitjana de dos centímetres a l'any i que es troba completament en un pantà.

### Clima
Bangkok té un clima tropical amb estació seca i estació humida dins el Sistema de classificació climàtica de Köppen. Les temperatures mitjanes a la ciutat són uns 2 °C (3,6 °F) superiors a les que s'han donat a l'aeroport de Don Mueang durant el període 1960-1990. La màxima temperatura màxima registrada és de 40,8 °C, el maig de 1983, i la temperatura més baixa mai registrada és de 9,9 °C, registrada el gener de 1955. Les temperatures més baixes es van registrar el gener de 1924, gener de 1955, gener de 1974 i desembre de 1999. L'any més calorós registrat va ser 1997 (mitjana anual a Don Muang 30 °C), i el més fred va ser 1975 (mitjana anual a Don Muang 26,3 °C). La temperatura màxima més freda durant el dia va ser registrada el desembre de 1992, amb 19,9 °C. Les pedregades són pràcticament desconegudes a la ciutat, amb només un sol registre en els últims cinquanta anys.

### Zones verdes i principals parcs
Bangkok té grans àrees amb vegetació conservades o bé pel Departament Nacional Forestal o designades com a zones verdes. La ciutat però, segueix mancada d'un cinturó verd de desenvolupament, ja que l'activitat econòmica segueix arribant a la capital, donant lloc a projectes d'habitatge massiva al llarg dels suburbis.
Bangkok és coneguda pels seus grans sectors verds al centre de la ciutat, incloent-hi el gran parc forestal entre Yannawa i Samut Prakan. Aquesta part de la ciutat cobreix una àrea de més de 50 km² i està destinada a esmorteir l'impacte de les grans indústries de l'oest i el sud de la zona metropolitana de Bangkok. Altres àrees inclouen Bung Makkasan, un reducte de la ciutat urbana de residències, les seccions de molts grans eixos viaris, els pantans sense construir i camps verds. Algunes d'aquestes àrees estan intencionadament poc desenvolupades per a protegir-les contra la urbanització, mentre que altres són terreny perdut durant la crisi financera asiàtica.
El parc Lumphini és famós a nivell regional. Reconegut com el Central Park de Bangkok, va ser construït a la dècada de 1920 per Rama VI amb aquesta intenció. Des d'aleshores ha estat utilitzat per a celebrar-hi grans esdeveniments, com les cerimònies de la constitució de Tailàndia. També va ser un campament per als soldats japonesos durant la Segona Guerra Mundial. Els diumenges, les portes de l'oest estan obertes per als corredors per anar a la carretera de Silom. El parc normalment és tancat a la nit a causa de la incidència d'actes de vandalisme, robatoris i assassinats reportats. El parc Chatuchak i el parc Rama IX són dos dels parcs més grans de Bangkok. Tots dos, construït en els últims 50 anys atenen a la població dels suburbis de Bangkok, són enormes i inclouen els jardins botànics, clubs i complexos esportius, jardins anglesos/francesos/japonesos, i també grans estanys i llacs. Altres parcs famosos inclouen el de la Reina Sirikit, a prop de Lat Yao, el de Benchasiri a Sukhumvit, el de Saranrom al Gran Palau, Sanam Luang, Suan Romaneenat, i el parc Dusit.

## Política i govern

### Divisió administrativa

Mapa de Khet

Administrativament, Bangkok és una de les dues àrees d'administració especial de Tailàndia (l'altra és Pattaya), en la qual els ciutadans voten per elegir el seu governador, a diferència de les altres 75 províncies (changwat) de Tailàndia. A les últimes eleccions governatives, el 2004, va ser elegit com a governador Apirak Kosayothin.
La dispersió urbana de la Gran Metròpolis de Bangkok s'estén fins més enllà de les fronteres de la província de Bangkok, s'escampa a les províncies veïnes de Nonthaburi, Samut Prakan i Pathum Thani. La província, com és avui, va ser creada el 1972, quan l'anterior província de Bangkok (changwat Phra Nakhon) es va fusionar amb la província de Thon Buri.
El segell de la ciutat mostra el déu Indra que cavalca pels núvols a cavall d'Erawan (Airavata), una criatura mitològica amb forma d'elefant (de vegades representat amb tres caps). A la mà, Indra sosté un llamp, que és la seva arma que allunyar la sequera. El segell es basa en una pintura feta per Somdej Chaofa Kromphraya Narisra-nuwattiwong. El símbol d'arbre de Bangkok és el ficus benjamina.
Bangkok està subdividit en 50 districtes (khet, també anomenats amphoe com a les altres províncies), que estan subdividits en khwaeng (แขวง). Els 50 districtes de Bangkok són:
| 1. Phra Nakhon 2. Dusit 3. Nong Chok 4. Bang Rak 5. Bang Khen 6. Bang Kapi 7. Pathum Wan 8. Pom Prap Sattru Phai 9. Phra Khanong 10. Min Buri 11. Lat Krabang 12. Yan Nawa 13. Samphanthawong 14. Phaya Thai 15. Thon Buri 16. Bangkok Yai 17. Huai Khwang 18. Khlong San 19. Taling Chan 20. Bangkok Noi 21. Bang Khun Thian 22. Phasi Charoen 23. Nong Khaem 24. Rat Burana 25. Bang Phlat | 1. Din Daeng 2. Bueng Kum 3. Sathon 4. Bang Sue 5. Chatuchak 6. Bang Kho Laem 7. Prawet 8. Khlong Toei 9. Suan Luang 10. Chom Thong 11. Don Mueang 12. Ratchathewi 13. Lat Phrao 14. Watthana 15. Bang Khae 16. Lak Si 17. Sai Mai 18. Khan Na Yao 19. Saphan Sung 20. Wang Thonglang 21. Khlong Sam Wa 22. Bang Na 23. Thawi Watthana 24. Thung Khru 25. Bang Bon |

No obstant això, aquestes districtes poden no representar amb exactitud les divisions funcionals dels barris de Bangkok. Al llarg dels anys, Bangkok ha crescut d'una ciutat dispersa al llarg del riu a una àrea metropolitana que s'estén fins a sis províncies. Les principals zones de negocis de la ciutat i les zones residencials estan en contínua expansió. L'afluència d'estrangers de països occidentals i d'immigrants dels veïns Laos, Myanmar, Cambodja i molts altres països asiàtics, juntament amb el creixement de la mateixa població tailandesa, ha provocat l'arrencada de centenars de projectes d'habitatges en tota l'àrea metropolitana i el desenvolupament de les comunitats a la perifèria. Amb els anys, aquestes comunitats són absorbides per la gran Bangkok i es converteixen en una altra part d'aquesta jungla urbana.
Els districtes de negocis més importants de Bangkok inclouen Silom, Bangrak, Pinklao, Sathon, Phra Ram 2, Phetchaburi, Phra Nakhon, Pathumwan, Chatuchak (nou districte central empresarial), i Phra Ram 3 (el nou centre financer).
Com que la ciutat es va expandir cap als afores, el centre de la ciutat només té la possibilitat de seguir creixent cap amunt. La ciutat ha vist com es desenvolupaven 1.000 gratacels i ocupa la 17a posició en el rànquing de ciutats més altes del món. Això no inclou els centenars de nous edificis, previstos com a resultat del boom de la construcció del 2007 i anys successius. Àrees com Silom-Sathon i Asoke han estat durant dècades els centres de negocis de Tailàndia. De 1985 a 1996, Tailàndia va experimentar la taxa de creixement més alta del món i va ser sotmesa a una enorme transformació econòmica, i Bangkok va passar per canvis dràstics. L'àrea de Ratchadaphisek es va convertir en un districte de negocis, que va continuar a través de l'àrea Asoke, cinc quilòmetres al nord. L'enclavament de Sukhumvit, de 15-20 quilòmetres, es va anar convertint en una zona comercial i residencial. Wireless Road i Chitlom tenen l'honor de tenir alguns dels terrenys més cars de tota la ciutat de Bangkok. Part de l'Ambaixada Britànica a la cantonada de Wireless i Rama i Camins, d'aproximadament 14.400 m2, es va vendre per uns 92 milions de dòlars.
El districte Phra Nakhon de Bangkok, al costat de Dusit, és on tenen les seves oficines la majoria d'agències governamentals i ministeris. La majoria de les atraccions turístiques més conegudes són també en aquesta àrea: el Gran Palau, Wat Pho, el Monument a la Democràcia, el Giant Swing, Sanam Luang i altres punts d'interès. Thon Buri també té la seva part important de monuments històrics, ubicats principalment prop del riu, com el Wat Arun. El Monument a la Victòria de Bangkok és una de les destinacions d'autobusos més importants de la ciutat. Encara que no és oficialment un dipòsit d'autobusos, la seva ubicació al centre de la ciutat fa que el trànsit d'autobusos arribi a les 20 línies, i també una estació de tren BTS. A partir del Monument a la Victòria, la carretera Phahonyothin comença a estar ocupada pels ministeris, els organismes governamentals, edificis comercials i les zones residencials de classe alta-mitjana. Més al nord, després de la intersecció entre Phra Lat i Phahonyothin, el corredor nord és un districte de negocis en expansió, on es pot trobar el famós Edifici Elefant.
Les zones nord i est de Bangkok són principalment àrees residencials per a les classes mitjanes de la ciutat. Atès que el centre de la ciutat té sovint els apartament més petits i les rendes més baixes per als immigrants pobres, Lat Phra i Si Nakharin ofereixen complexos residencials i cases més grans. Les dues àrees cobreixen una àrea de 100 km² a 150 km² cadascun, i s'han convertit en el que és ara part de Bangkok, com l'expansió suburbana amb més desenvolupaments d'habitatge cap a l'est i nord. Thon Buri, a l'oest, és una altra àrea de creixement que s'acosta al grau de desenvolupament experimentat pel nord i l'est. L'aeroport Suvarnabhumi a l'est és vist com un impuls inicial per a l'expansió oriental de la ciutat com Don Mueang va ser per al nord.
Ratchaprasong és a l'avantguarda de l'escena comercial de Bangkok, amb el recentment renovat Central World Plaza. Just a sobre del carrer s'hi troba la plaça Siam, semblant a Shinjuku a Tòquio i Oxford Street i Piccadilly Circus a Londres. La zona de Sukhumvit també serveix com a zona de compres per als estrangers. El popular mercat de cap de setmana de Chatuchak, situat al nord de la ciutat, és on moltes persones es dirigeixen per a comprar productes de qualitat barats i usats.
Els districtes més pobres de Bangkok s'estenen per tota la ciutat. No obstant això, la zona més concentrada es troba just al nord del port de Bangkok, al costat del riu Chao Phraya. En una àrea de 10 km², el districte de Khlong Toei allotja una de les zones més pobres de tot el país, amb cases a mig construir per als treballadors vinguts de les províncies d'Isan, al nord-est.

## Economia

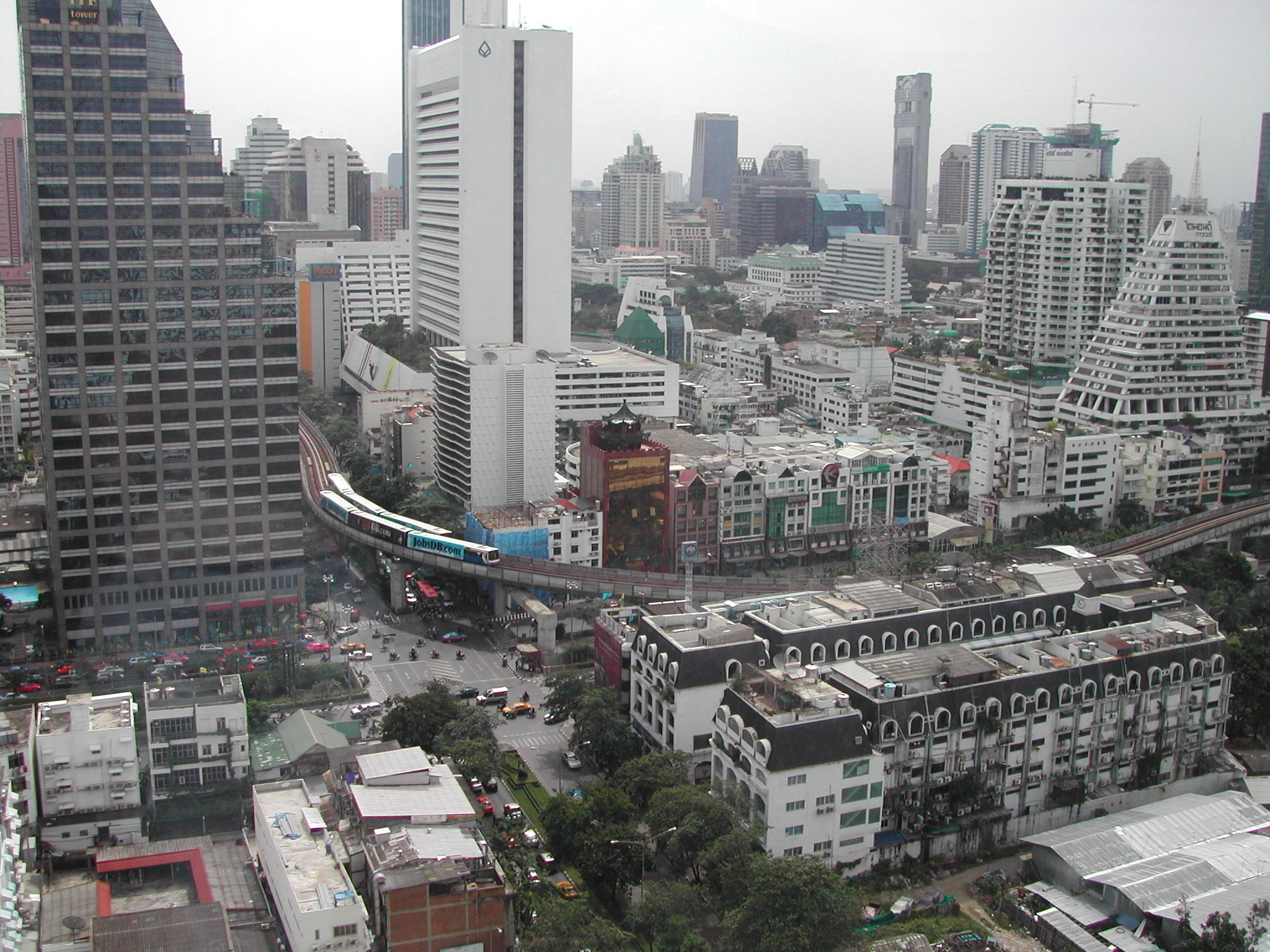
Panoràmica de la ciutat de Bangkok des d'un dels seus gratacels

Bangkok és el centre econòmic de Tailàndia. El riu Chao Phraya permet que Bangkok funcioni com a port. La Borsa de Comerç de Tailàndia està ubicada a la seva capital. El turisme és una de les fonts principals d'ingressos.
La ciutat conté molts temples budistes (coneguts en tailandès com a Wat), i entre els més coneguts hi ha el Wat Pho i el Wat Arun. El camí Khaosan, prop del complex del Gran Palau, és un destí popular per als joves amb motxilla. Les instal·lacions educatives i culturals de Bangkok inclouen diverses universitats, una acadèmia de belles arts, un teatre nacional i un museu nacional.
Els aliments processats, la fusta i els teixits encapçalen les exportacions. Les plantes industrials inclouen molins d'arròs, fàbriques de ciment, serradores, refineries de petroli i drassanes. La ciutat és un centre de joieria famós, on es compra i ven plata i peces de bronze. Encara que tècnicament il·legal, la prostitució és una de les activitats principals de Bangkok. La ciutat és un destí popular per al turisme sexual.

### Transports
Una complexa xarxa de canals (coneguts amb el nom de Khlong) va donar a la ciutat el sobrenom la Venècia de l'Est, quan tot el transport es feia per vaixell. Avui estan encegats i convertits en carrers. No obstant això, molts existeixen encara, amb gent que viu al llarg d'ells. Un notable mercat khlong és el mercat flotant al districte de Taling Chan. A través del centre de Bangkok discorre el Khlong Saen Saeb, que té un servei de vaixell pels canals. L'ample riu Chao Phraya, que flueix a través de la ciutat, compta amb diversos ferris per a travessar el riu el Chao Phraya Express Boat amb un màxim de trenta parades al llarg dels bancs d'ambdós s'estenen fins al suburbi del nord de Nonthaburi.

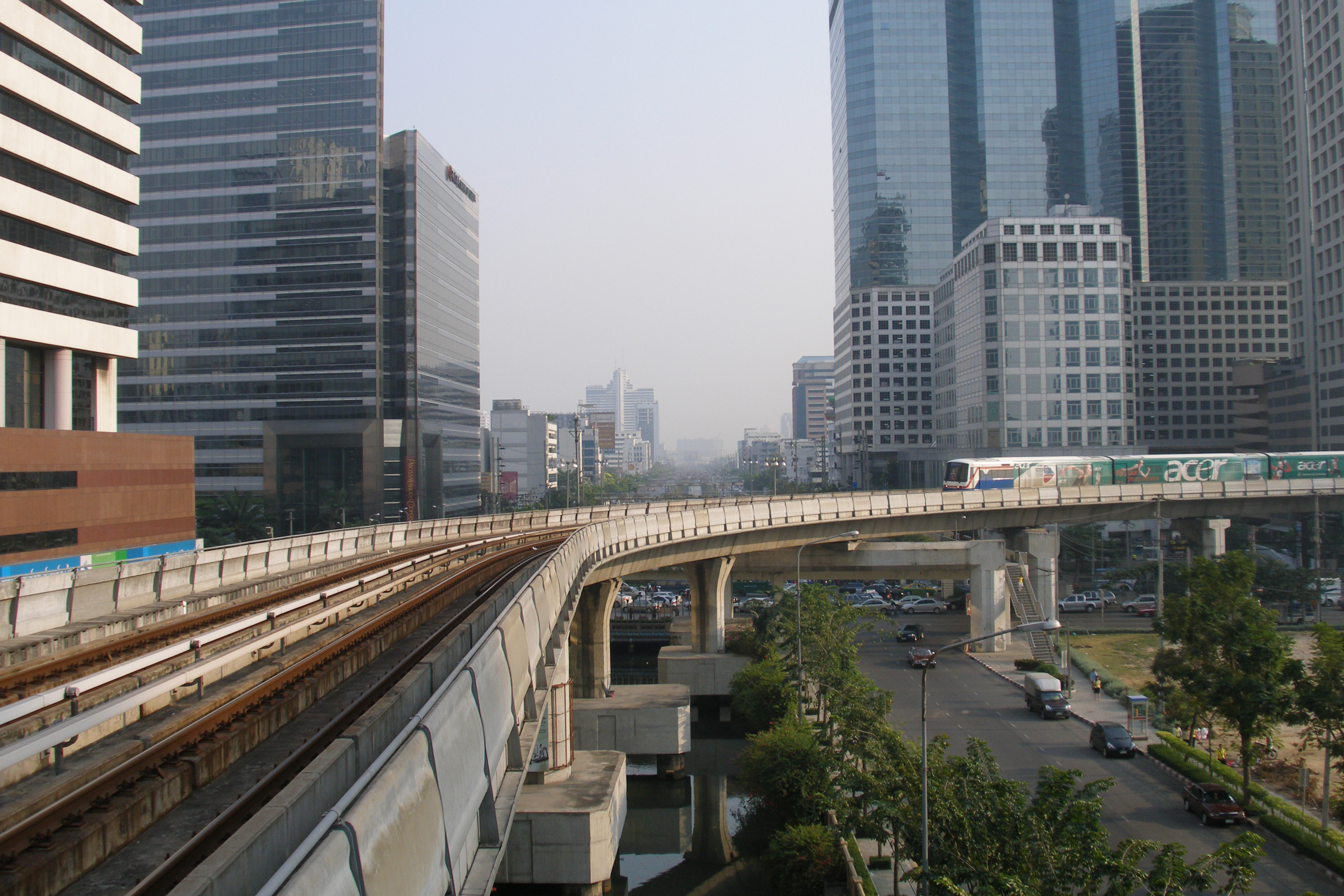
Metro aeri de Bangkok.

S'han construït diverses carreteres elevades, i hi ha una autopista de circumval·lació del Gran Bangkok parcialment acabada, per acabar amb els embussos.
En 1999 es va acabar el metro aeri de Bangkok, una línia fèrria elevada doble oficialment anomenat BTS. Al juliol de 2004 es va obrir al públic la primera línia del metro subterrani de Bangkok. Les restes d'un fracassat projecte de ferrocarril elevat (el projecte Hopewell) encara es poden veure des de l'estació principal del ferrocarril a l'aeroport de Don Mueang. A causa de la crisi financera asiàtica la construcció es va aturar i els pilars de formigó van ser abandonats.
Al juliol de 2004, va ser inaugurat un nou sistema de metro, el MRT, que uneix l'estació de ferrocarril del nord Bang Sue amb l'estació de tren Hua Lamphong, a prop del centre, passant per la part est de la ciutat. Connecta amb les estacions BTS Mo Chit, Asok i Sala Daeng.
Per a viatges amb tren, la major part dels passatgers comencen els seus viatges a Hua Lamphong. Allà, els trens uneixen Bangkok amb el sud de Malàisia, Chiang Mai i més al nord, i Khon Kaen i més al nord-est.

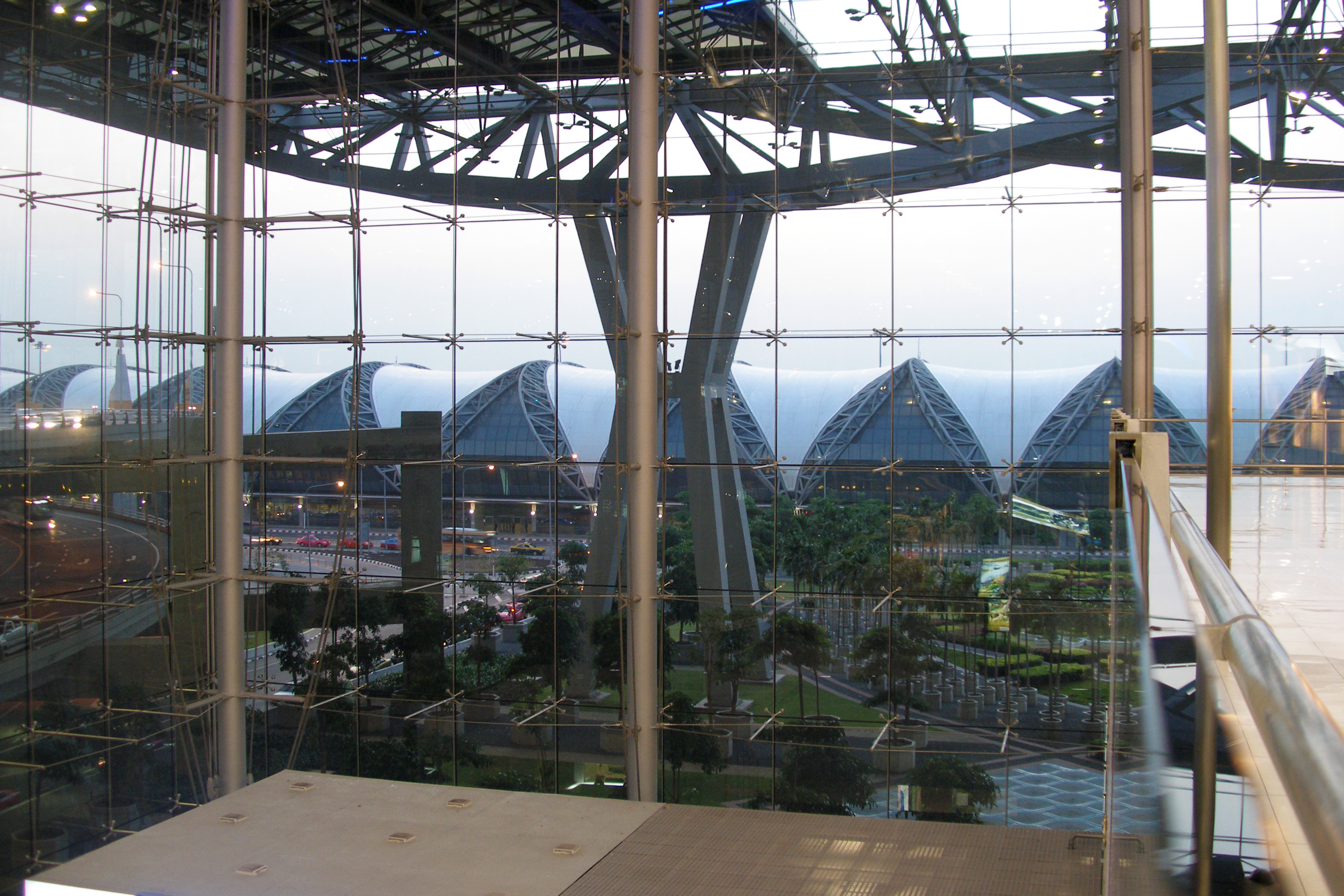
Torre de l'aeroport Internacional Suvarnabhumi.

Amb autobús es pot anar pràcticament a totes les ciutats i províncies des de Bangkok. Per destinacions del sud-oest i de l'oest, els autobusos surten de la Terminal Sud d'Autobusos, a l'oest de la ciutat. Per destinacions del sud-est, com Pattaya i Ko Samet, els autobusos surten de la Terminal Est d'Autobusos, a Ekkamai. I per totes les destinacions del nord i nord-est, la Terminal Nord d'Autobusos a Mo Chit, a la qual s'arriba tant per Skytrain com per metro.
Bangkok compta amb dos aeroports civils: Don Mueang (ดอนเมือง) al nord i Suvarnabhumi (สุวรรณภูมิ) al sud-est.
L'Aeroport Internacional Suvarnabhumi, el més transitat del sud-est asiàtic, està localitzat al sud-est de la ciutat, ara ja envoltat per àrees urbanes. La construcció del nou Aeroport Suvarnabhumi (es pronuncia Suwannapum), al districte Bang Phli, de la província Samut Prakan, al sud-est de la ciutat va començar l'any 2002. Des de la seva inauguració al setembre de 2006 es va convertir en l'aeroport internacional oficial de Bangkok. Aquest nou aeroport compta amb una línia de tren amb diverses parades fins al centre de Bangkok des de 2010 i una altra línia de tren exprés directa al centre de Bangkok des de 2011.

## Geografia humana

### Demografia
L'informe d'estadístiques de 2005 pel Centre de Dades BMA assenyala una població censada de 5.658.953 habitants, Tanmateix, aquesta xifra no té en compte els molts residents no registrats. La majoria de la població de la ciutat són tailandesos i s'estima una població de 7.025.000 habitants el 2007. Els tailandesos xinesos són, amb molt, la minoria més gran. Recentment, Bangkok ha experimentat una gran afluència d'immigrants estrangers, residents de llarga durada, i expatriats. Els residents de llarga estada inclouen 250.000 residents estrangers xinesos, 85.000 indis (la majoria dels quals són Sikh), dels quals més del 80% tenen doble nacionalitat tailandesa, 30.000 japonesos (la població més gran de japonesos fora del Japó a l'Àsia), 25.000 nord-americans, 45.000 europeus, 15.000 taiwanesos, 20.000 sud-coreans, 6.000 nigerians, 7.500 australians, unes 12.000 persones de països de parla àrab, 20.000 de Malàisia, 4.000 de Singapur, 5.000 filipins i 800 novazelandesos. Una gran majoria de la població, el 92%, és de budista. La resta són musulmans (6%), cristians (1%), hinduistes/Sikh (0,6%), jueus (41 residents), i altres. Hi ha al voltant de 400 temples budistes, 55 mesquites, 10 esglésies, 2 temples hindús, 2 sinagogues i 1 Gurudwara Sikh a Bangkok.
| Data           | Població  |
| -------------- | --------- |
| 1880           | 255.000   |
| 1910           | 365.000   |
| 1 abril 1919   | 437.294   |
| 15 juliol 1929 | 713.384   |
| 23 maig 1937   | 890.453   |
| 25 abril 1947  | 1.178.881 |

| Data          | Població  |
| ------------- | --------- |
| 25 abril 1960 | 2.136.435 |
| 1 abril 1970  | 3.077.361 |
| 1 abril 1980  | 4.697.071 |
| 1 abril 1990  | 5.882.411 |
| 1 abril 2000  | 6.320.174 |
| 1 gener 2005  | 6.642.566 |
| 1 juliol 2007 | 7.025.000 |

## Història
La ciutat de Bang Kok (tailandès บางกอก  (listen) (?·pàg.)) va néixer com un petit centre comercial i una comunitat al port a marge oest del riu Chao Phraya, abans de l'establiment del regne d'Ayutthaya, el precursor de la Tailàndia moderna que va existir de 1350 a 1767. L'etimologia del nom de la ciutat és confusa. Bang és el nom tailandès central per a una ciutat situada al marge d'un riu. Es creu que "Bangkok" derivava o bé de Bang Kok, sent kok (กอก) el nom tailandès de la pruna de Java (ma-kok, มะกอก), un dels arbres amb fruits semblants a l'oliva; o bé de Bang Koh, on koh significa "illa", una referència al paisatge de l'àrea que era solcat per rius i canals.
Després de la caiguda d'Ayutthaya a mans del regne de Birmània l'any 1767, el recentment declarat rei Taksin va establir una nova capital a l'àrea del llavors Bangkok, que va ser coneguda com a Thonburi. Quan el regnat de Taksin va finalitzar l'any 1782, el rei Buda Yodfa Chulaloke va reconstruir la capital al marge oriental del riu i va donar a la ciutat un nom cerimonial que es va ser escurçat com a nom oficial actual a la ciutat, Krung Thep Maha Nakhon. La ciutat nova, tanmateix, també heretava el nom Bangkok, que continuava sent utilitzat per estrangers per referir-se a la ciutat sencera i es convertia en el seu nom anglès oficial, mentre que en tai el nom encara es refereix només al districte vell al banc occidental del riu. La ciutat s'ha modernitzat vastament de llavors ençà i ha sofert canvis nombrosos, incloent-hi la introducció d'infraestructures de transport i utilitat a les regions pels reis Mongkut i Chulalongkorn, i es va convertir aviat en el centre econòmic de Tailàndia.

## Ciutats germanes
- Seül (Corea del Sud)
- Moscou (Rússia)
- Jakarta (Indonèsia)
- Pequín (Xina)
- Washington DC (Estats Units)